# Massif du Diois
Pour l’article homonyme, voir Diois.
Le massif du Diois est un massif des Préalpes du Sud situé sur le département de la Drôme et sur l’extrême sud du département de l'Isère.

## Géographie

### Situation
Ce territoire montagneux se situe au sud du Diois, bassin versant de la Drôme et région naturelle et historique du Dauphiné.
Il est entouré par le massif du Vercors au nord de la Drôme, le massif du Dévoluy et le Bochaine à l'est du Buëch et le massif des Baronnies au sud de l'Eygues.

### Principaux sommets

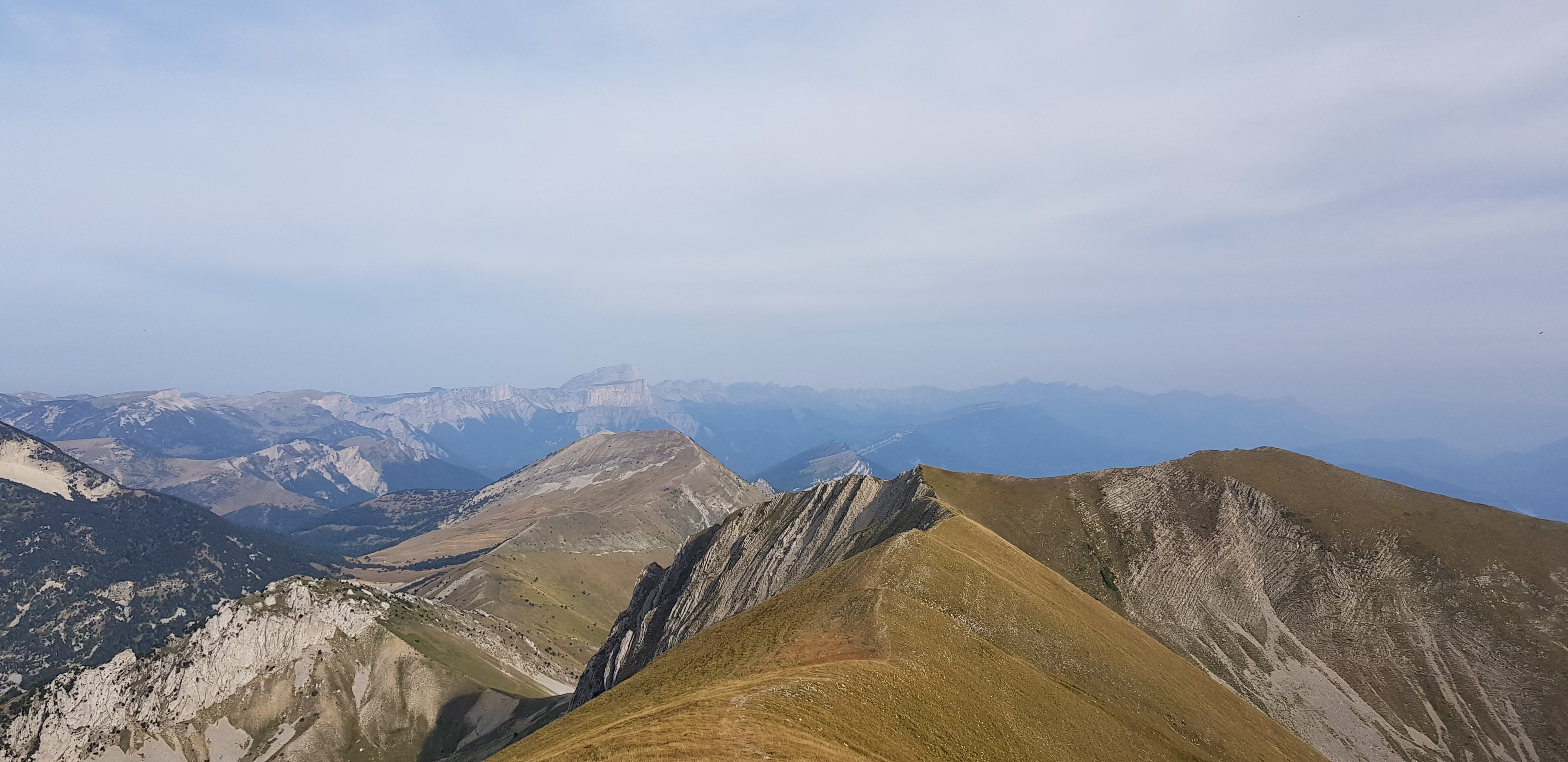
Vue vers le nord depuis le sommet du Jocou.

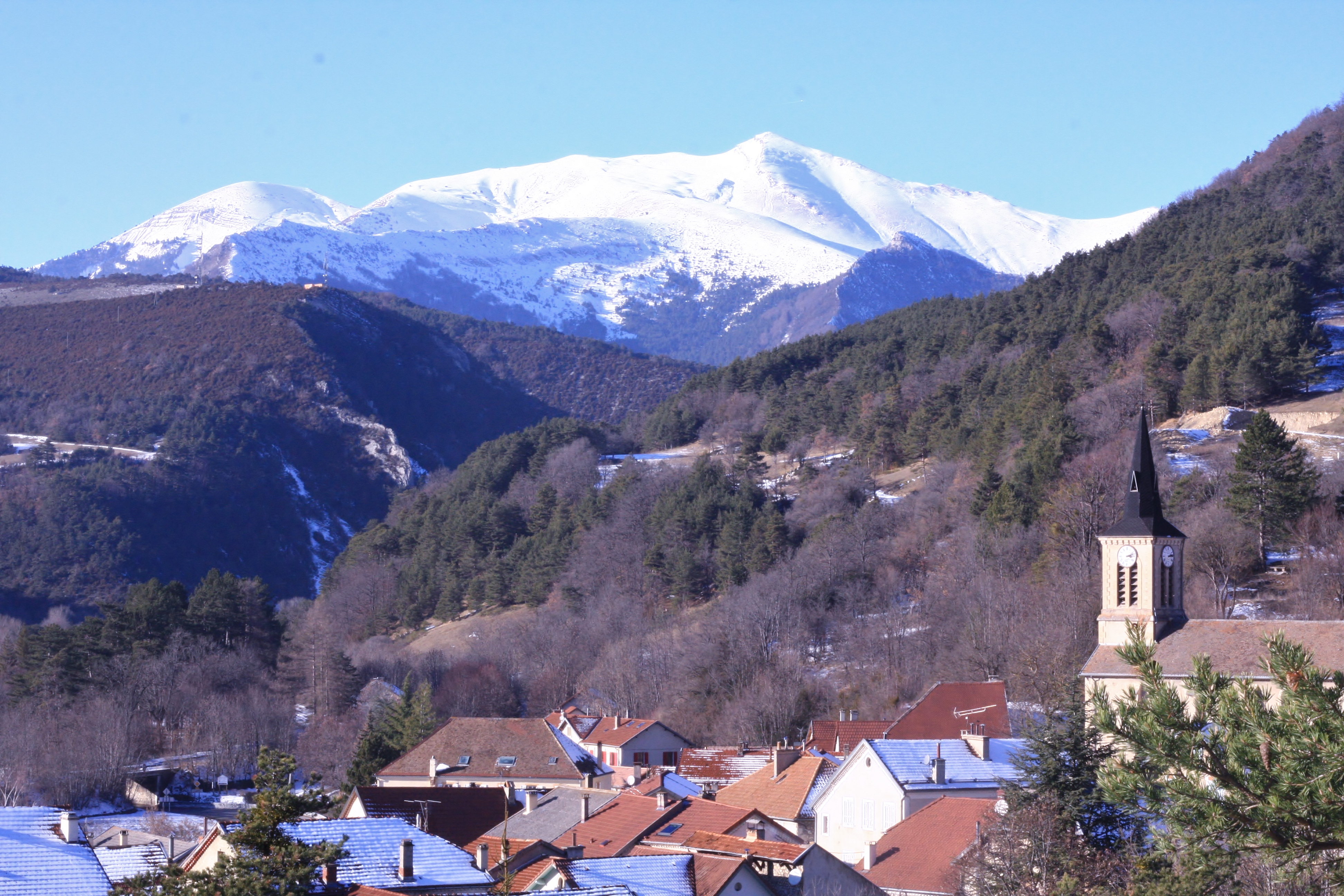
Toussière vue de Saint-Julien-en-Beauchêne.

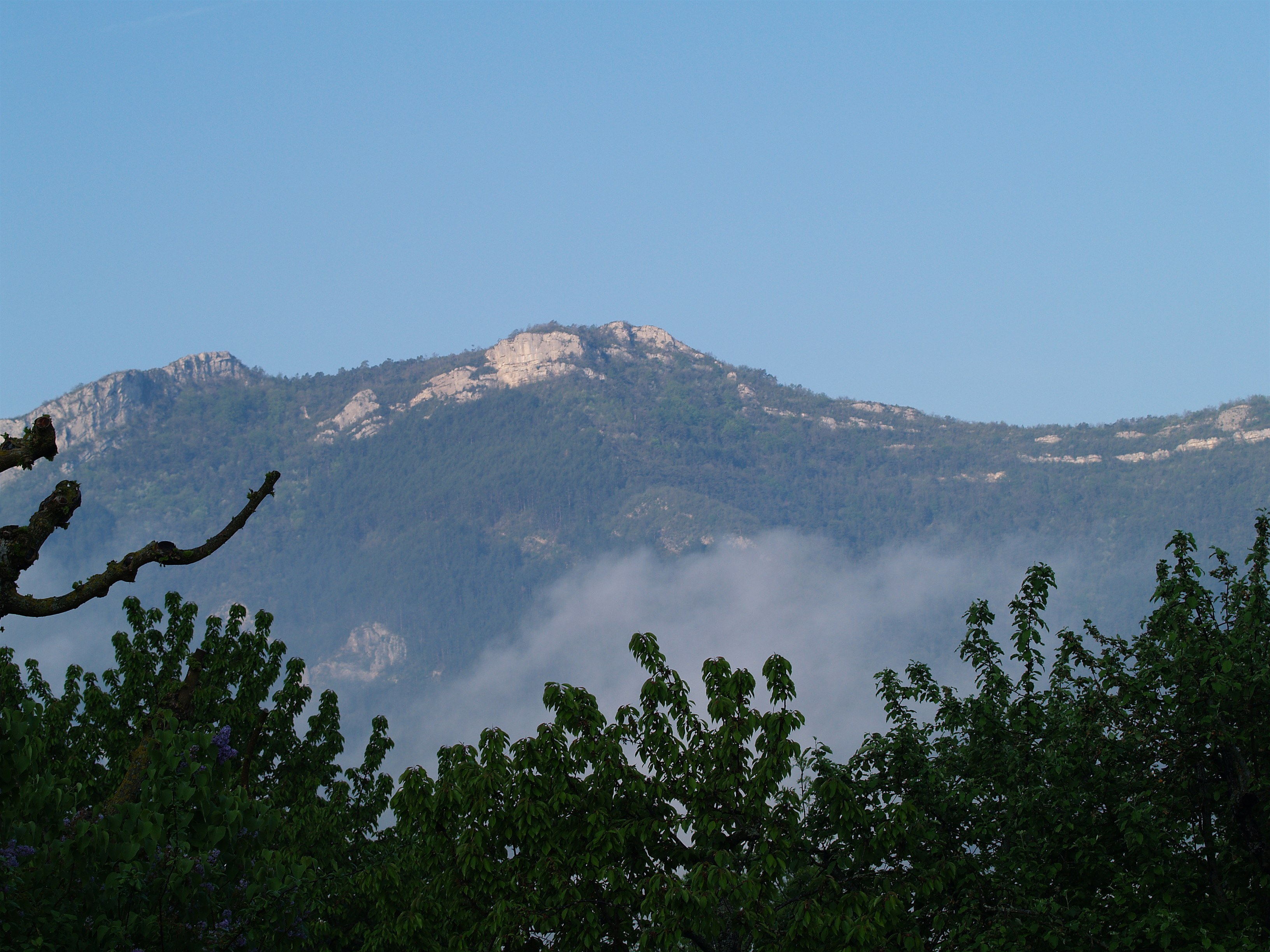
Serre Grimaud.

- la montagne de Jocou, 2 051 m, point culminant du massif
- la montagne de Belle-Motte, 1 952 m
- la Toussière, 1 916 m
- le mont Barral, 1 903 m
- la Pare 1 862 m
- le Duffre, 1 757 m
- la Pyramide, 1 734 m
- le Quigouret, 1 729 m
- le Luzet, 1 692 m
- le Serre Chaumille, 1 653 m
- le Serre de Bouisse, 1 645 m
- Bane, 1 643 m
- la montagne Chauvet, 1 617 m
- la Servelle, 1 613 m
- la montagne d'Angèle (le Merlu), 1 606 m
- les Trois Becs (le Veyou), 1 589 m
- le Serre de Rigaud, 1 574 m
- la montagne de l'Archier, 1 571 m
- la montagne de Boutarinard (la Berche), 1 570 m
- la montagne de Maraysse, 1 567 m
- Jouffan, 1 564 m
- la montagne de Pinchinet, 1 556 m
- la montagne de Tarsimoure, 1 550 m
- la montagne du Puy, 1 550 m
- la montagne de Couspeau (le Grand Delmas), 1 544 m
- les Casses (sommet du Dindaret), 1 528 m
- la montagne de Peyre Grosse, 1 522 m
- la Greisière, 1 492 m
- la montagne de Praloubeau, 1 476 m
- la montagne de Miélandre, 1 451 m
- la montagne d'Ocelon, 1 356 m
- la montagne de la Lance, 1 340 m
- la montagne de l'Eyriau, 1 298 m

### Géologie
À l'instar du massif des Baronnies, ce territoire est composé de moyennes montagnes calcaires, roche que l'on trouve aussi abondamment dans le Vercors. Dans les vallées, les sols sablo-marneux sont dominants. La plupart des sommets ont une altitude comprise entre 1000 et 1 700 m. Les petites vallées parfois creusées en gorges par les cours d’eau sont orientées en tous sens. L’ensemble crée un relief très compartimenté.
Le relief augmente progressivement à mesure qu'on s'enfonce vers l'est.

### Flore et faune
La biodiversité du Diois est d'affinité méditerranéenne et montagnarde.

#### Faune
On y retrouve le Chamois des Alpes, le Chevreuil européen, le Cerf élaphe et le Sanglier d'Eurasie en abondance.
Le Loup gris y est revenu naturellement à la fin des années 1990 et est désormais bien installé avec plusieurs meutes connues.
Les forêts sont occupées par des Genettes communes, des Martres des pins et des Fouines.
Le long des rivières et cours d'eau, on peut observer des indices de présence, ou, avec de la chance, croiser des Castors d'Eurasie et des Loutres d'Europe.
Dans les airs, on y observe facilement l'Aigle royal et le Vautour fauve, qui nichent dans le massif avec quelques couples chacun, et plus rarement le Vautour moine et le Percnoptère d'Egypte.
Les forêts et fourrés sont occupés par des Fauvettes passerinettes, des Pics épeiches, des Mésanges huppées ou encore des Pouillots de Bonelli.
Les zones les plus hautes du massif sont toujours occupées par quelques chanteurs de Tétras lyre, de Chouette de Tengmalm et de Chevêchette d'Europe, et plus communément par des Merles à plastron ou des Venturons montagnards et des Bec-croisés des sapins. Les pentes sèches du Jocou et de certaines sommets du Diois sont toujours peuplées de quelques couples de Perdrix bartavelle.
On trouve localement de belles populations de Lézard ocellé et de Sonneur à ventre jaune dans le Diois.

#### Flore
Le Diois est très largement recouvert de forêts. Ces dernières sont constituées de Chêne pubescent, de Pin sylvestre, de Pin noir d'Autriche, de Hêtre commun, de Sapin blanc, de Buis commun, de Genévrier commun, de Cytise arborescente, etc.
Dans les zones plus ouvertes, on retrouve le Thym commun, la Lavande à feuilles étroites, le Genêt cendré ou le Genêt à balais.